# Goalkeepers
Die Goalkeepers sind eine Initiative der Bill and Melinda Gates Foundation mit dem Ziel, führende Köpfe aus der ganzen Welt zusammenzubringen, um die Sustainable Development Goals (SDG) schnellstmöglich zu erreichen. Die Organisation erstellt außerdem einen jährlichen Bericht zum Stand deren Umsetzung.
Im Zentrum der Initiative steht die jährliche Goalkeepers Conference, die Ende September am Rande der UN-Generalversammlung im Jazz at Lincoln Center in New York City stattfindet. Dort werden Preise an „außergewöhnliche Individuen“ vergeben, die „den Fortschritt in ihren Regionen und Ländern voranbringen“. Eine Teilnahme ist nur auf persönliche Einladung hin möglich, die an „weltweite Führer und aufstrebende Persönlichkeiten“ vergeben wird, welche individuell vom Vorstand ausgewählt wurden.
Der bisherige Teilnehmerkreis umfasst u. a. Barack Obama, Emmanuel Macron, Justin Trudeau, Amina J. Mohammed, Erna Solberg, Malala Yousafzai, Jacinda Ardern, Trevor Noah, will.i.am und Pedro Sánchez. Bisherige Preisträger waren u. a. Yusra Mardini, Narendra Modi und Nadia Murad, die später auch den Nobelpreis erhielt.

## Vorstand
- Bill Gates, Treuhänder
- Susan Desmond-Hellmann, CEO
- Allan Golston, Präsident

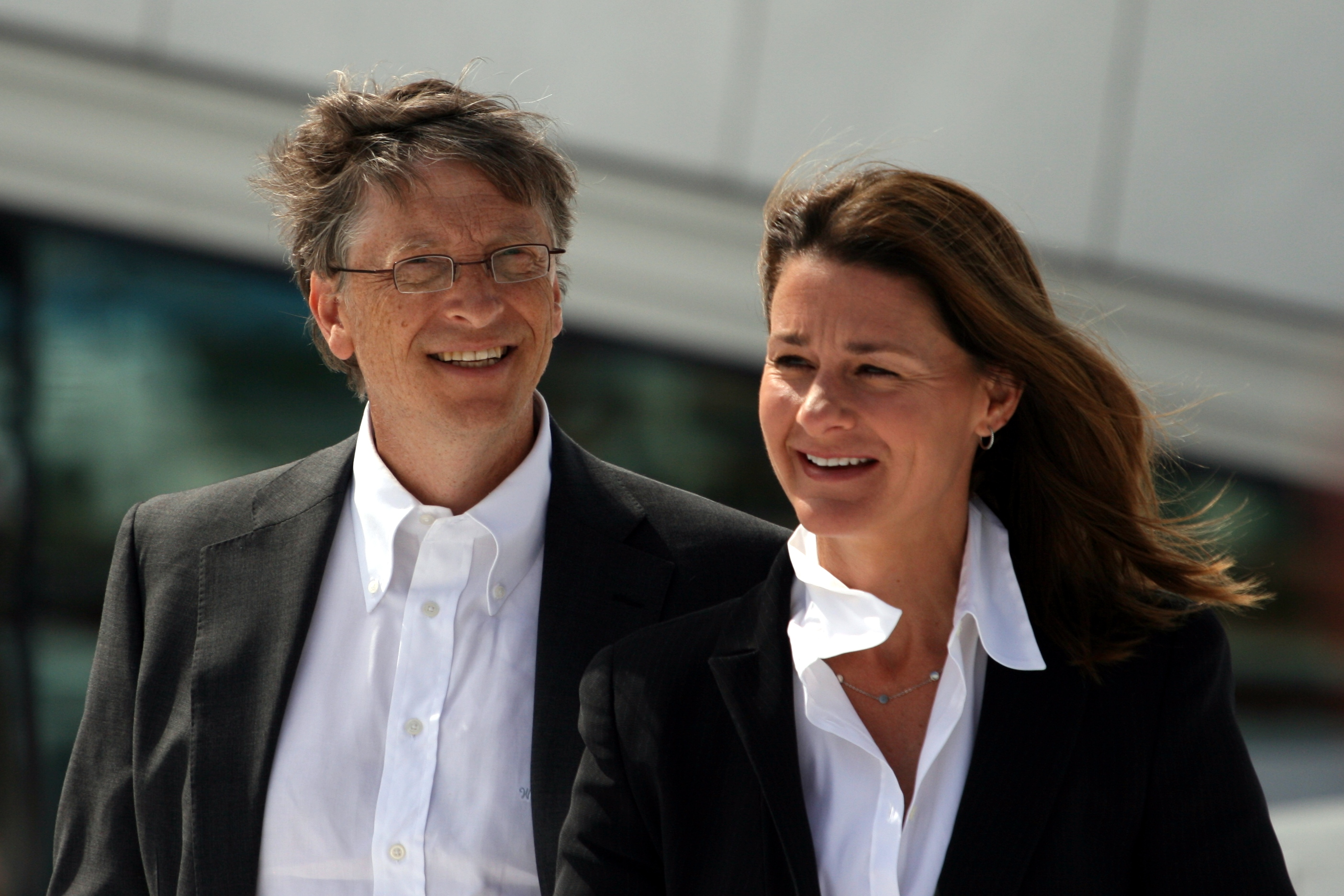
Bill and Melinda Gates, Gründer der Gates Foundation

- Melinda Gates, Treuhänderin, Co‑Vorsitz
- Bill Gates Sr., Co‑Vorsitz
- Warren Buffett, Treuhänder
- Steven Rice, CHRO

## Bisherige Konferenzen und Preisträger

### 2023
- Fumio Kishida, Premierminister von Japan, für sein Engagement für universelle und resistente Gesundheitsversorgung sowie die Integration der SDGs in Japans Entwicklungszusammenarbeit
- The Farmlink Project (USA), ausgezeichnet für die Vermittlung überschüssiger Lebensmittel von Landwirt:innen an Bedürftige (über 83 Mio. Mahlzeiten)
- Ashu Martha Agbornyenty (Kamerun), Hebamme und Gründerin der For Mom & Baby Foundation, die Notfallkits und Workshops für Schwangere anbietet
- Eden Tadesse (Äthiopien), Journalistin und Gründerin der digitalen Plattform Invicta, die Geflüchtete bei finanzieller Inklusion und Weiterbildung unterstützt
- Jimmy und Rosalynn Carter (USA), gewürdigt für ihr Lebenswerk und Engagement

- Bono, geehrt für seinen bedeutenden Einfluss und Einsatz

### 2020

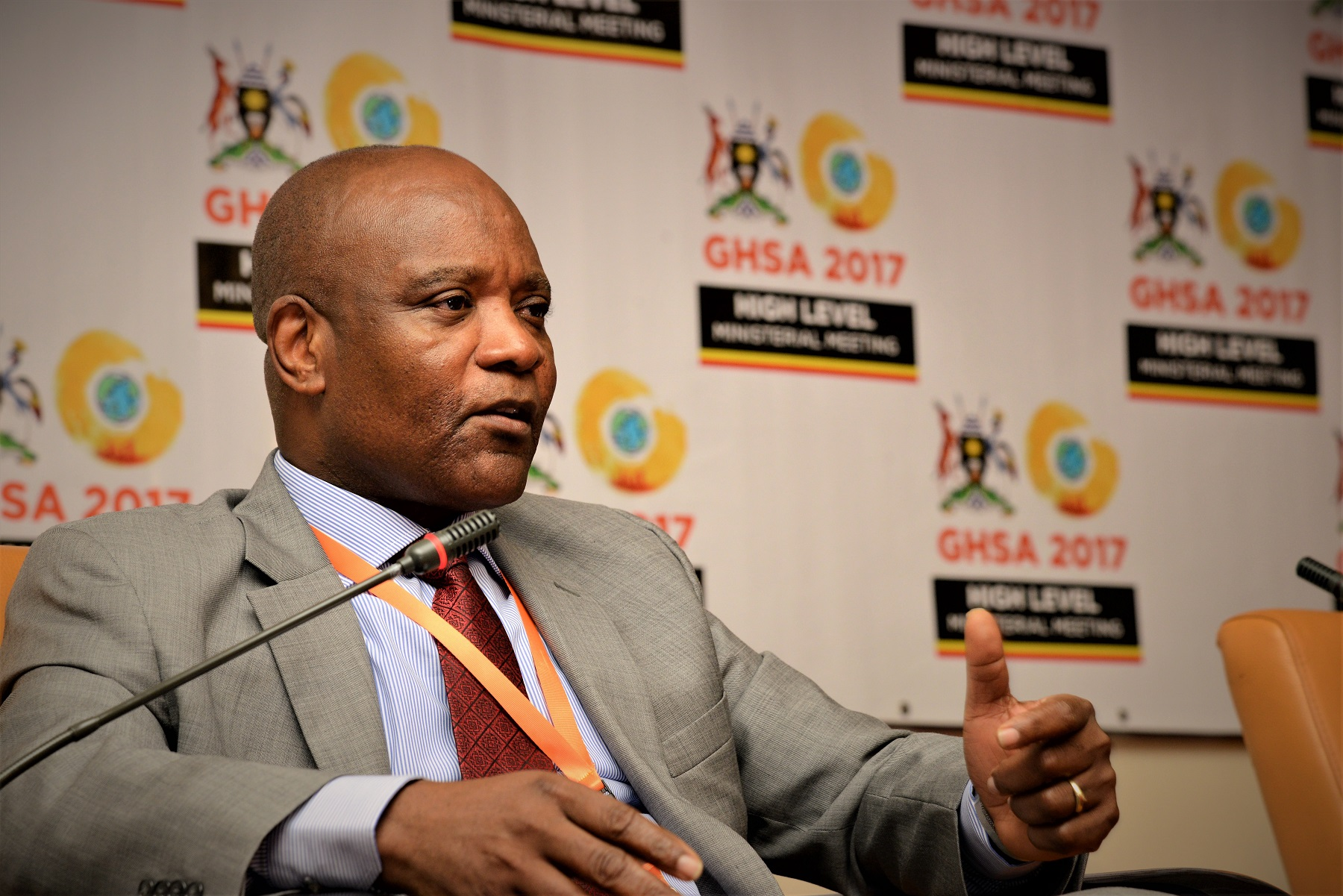
Preisträger des Global Goalkeeper Preises 2020: John Nkengasong

Die Goalkeepers Conference 2020 konnte aufgrund der Covid-19-Pandemie nicht physisch stattfinden, sondern wurde virtuell veranstaltet. Der Preisträger des Global Goalkeeper Awards war:
- John Nkengasong, Direktor des Africa Centres for Disease Control and Prevention

Den Global Goals Preis erhielten:
- Bonita Sharma, Gründerin und CEO von Social Changemakers and Innovators (SOCHAI) – eine NGO in Nepal
- Hauwa Ojeifo, Gründer von She Writes Woman, eine frauengeführte Bewegung für psychische Gesundheit in Nigeria
- Die MASH Project Foundation, ein junges soziales Unternehmen aus Indien, das Unterstützungsprogramme für Sozialarbeiter entwickelt[5]

### 2019

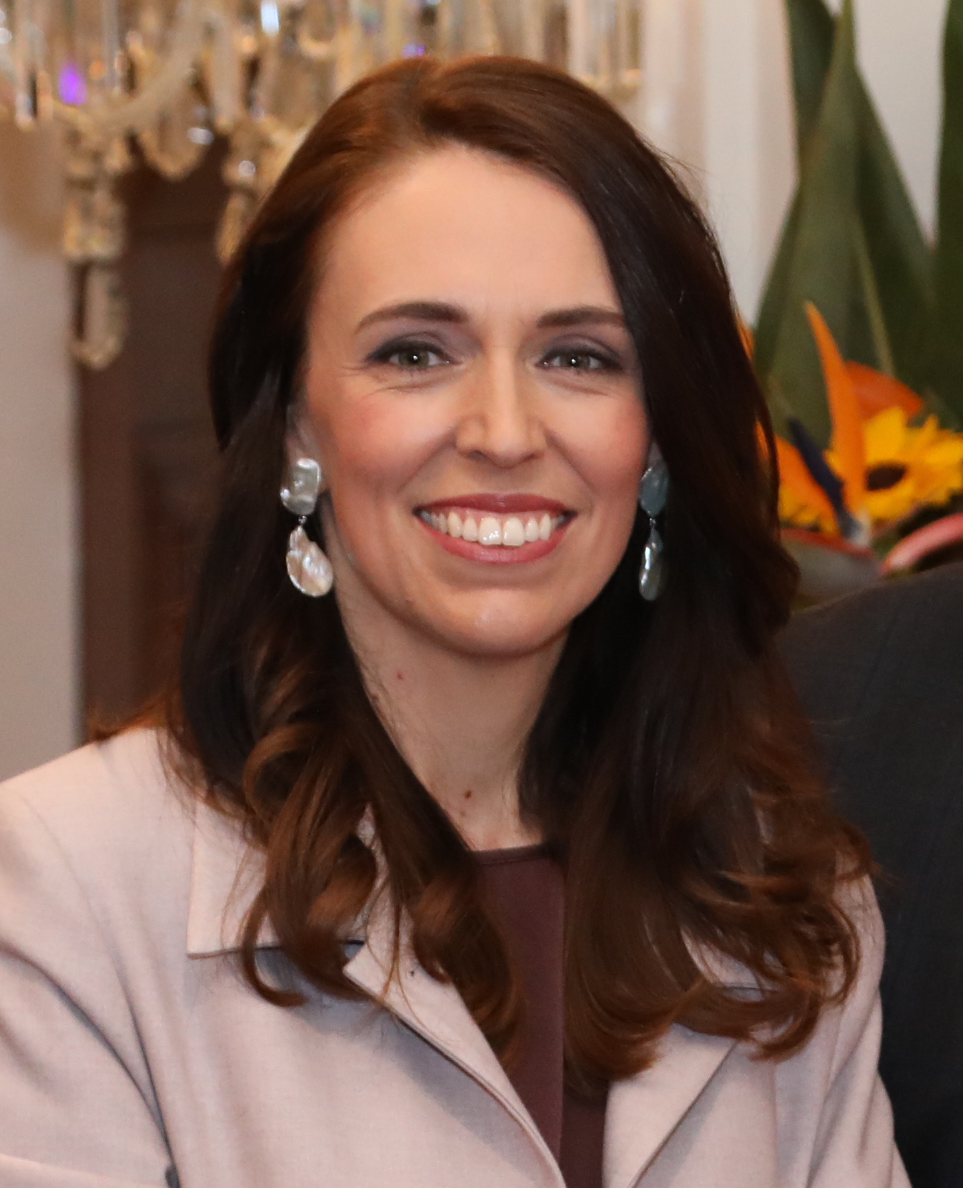
Premierministerin Jacinda Ardern

Die dritte Goalkeepers Konferenz umfasste u. a. folgende Gäste:
- Jacinda Ardern, Premierministerin von Neuseeland
- Pedro Sánchez, Ministerpräsident von Spanien
- Aliko Dangote, nigerianischer Unternehmer und Philanthrop

Den Global Goalkeepers Award erhielten:
- Narendra Modi, Premierminister von Indien, für seine Anstrengungen um die Versorgung mit hygienischen Sanitäranlagen in der ländlichen Bevölkerung.[7][8][9]

Weitere Auszeichnungen gingen an:
- Payal Jangid: Changemaker Award
- Aya Chebbi: Campaign Award
- Gregory Rockson: Progress Award

### 2018

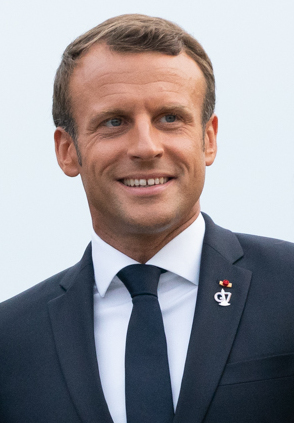
Hauptredner der Konferenz 2018: Präsident Emmanuel Macron

An der zweiten Goalkeepers Konferenz nahmen u. a. teil:
- Emmanuel Macron, Präsident von Frankreich[11]
- Julius Maada Bio, Präsident von Sierra Leone[12][13]
- Erna Solberg, Ministerpräsidentin von Norwegen[14][15]

Den Global Goalkeepers Award erhielten:
- Dysmus Kisilu, Gründer von der kenianischen Initiative Solar Freeze, die solarbetriebene Kühltechnologie für Kleinbauern bereitstellt, um Lebensmittelverluste zu vermeiden.
- Amika George, Gründerin der #FreePeriods-Kampagne – eine Jugendbewegung aus dem Vereinigten Königreich, die sich für den kostenfreien Zugang zu Periodenprodukten einsetzt.
- Nadia Murad, Menschenrechtsaktivistin und Gründerin von Nadia’s Initiative – eine Überlebende des Völkermords an den Jesiden, die sich international für die Rechte von Überlebenden sexualisierter Gewalt einsetzt.
- Cornelia Röper, Gründerin von Wefugees – der weltweit größten digitalen Fragen-und-Antworten-Plattform für Geflüchtete und Flüchtlingsthemen, die den Zugang zu kostenlosen verlässlichen Informationen und rechtlicher Beratung ermöglicht.
- Natalie Robi Tingo, Gründerin der Msichana Empowerment Kuria – einer Organisation in Kenia, die sich gegen weibliche Genitalverstümmelung und für die Rechte von Mädchen in ländlichen Regionen einsetzt.

### 2017
Die erste Goalkeepers Konferenz besuchten:
- Barack Obama, Präsident der Vereinigten Staaten[18]
- Justin Trudeau, Premierminister von Kanada[19]
- Königin Rania von Jordanien[20]
- will.i.am, Sänger und Produzent
- Malala Yousafzai, Kinder- und Frauenrechtsaktivistin[21]
- Stephen Fry, Schriftsteller und Regisseur[22]

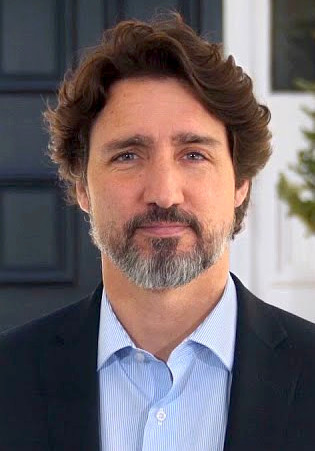
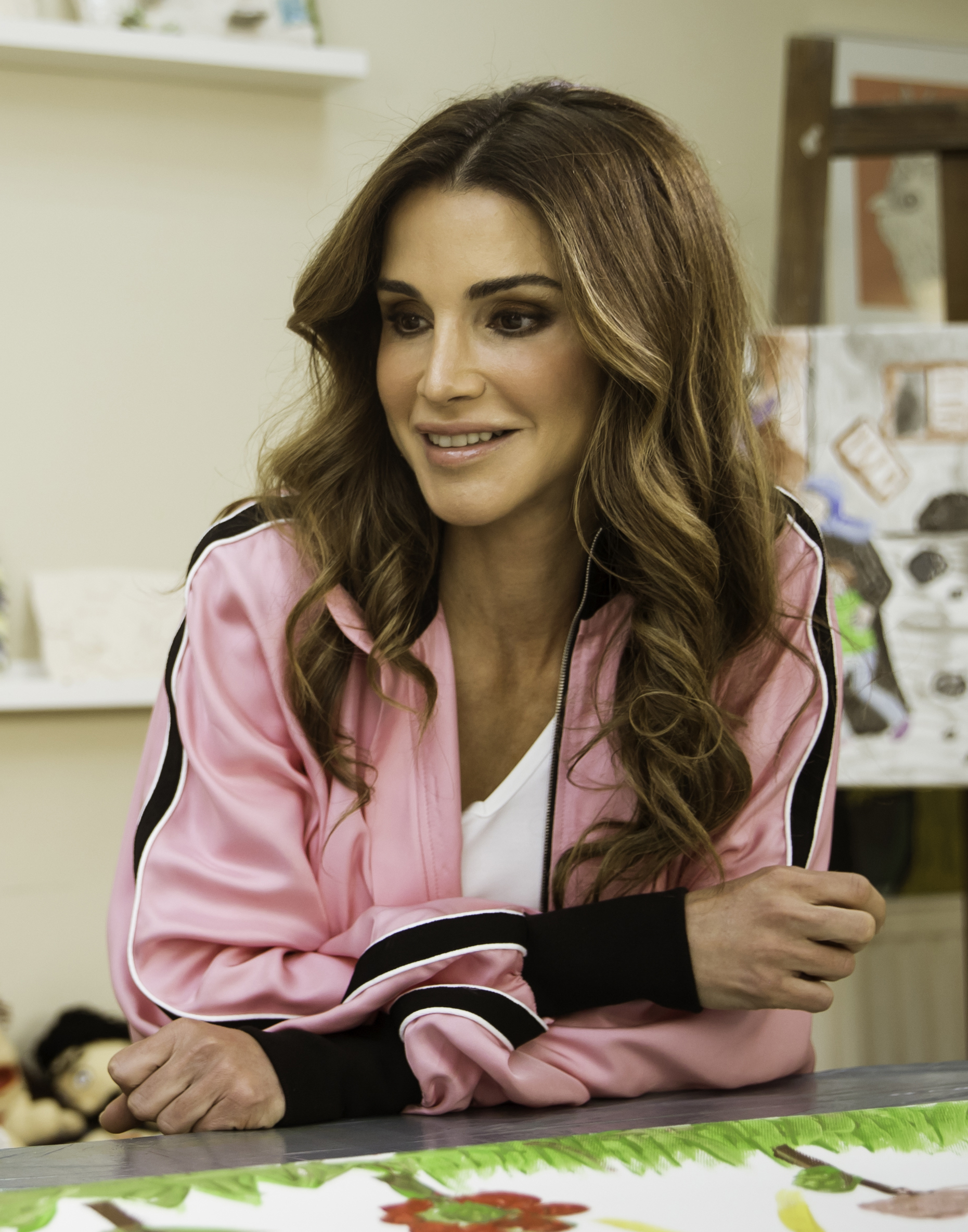
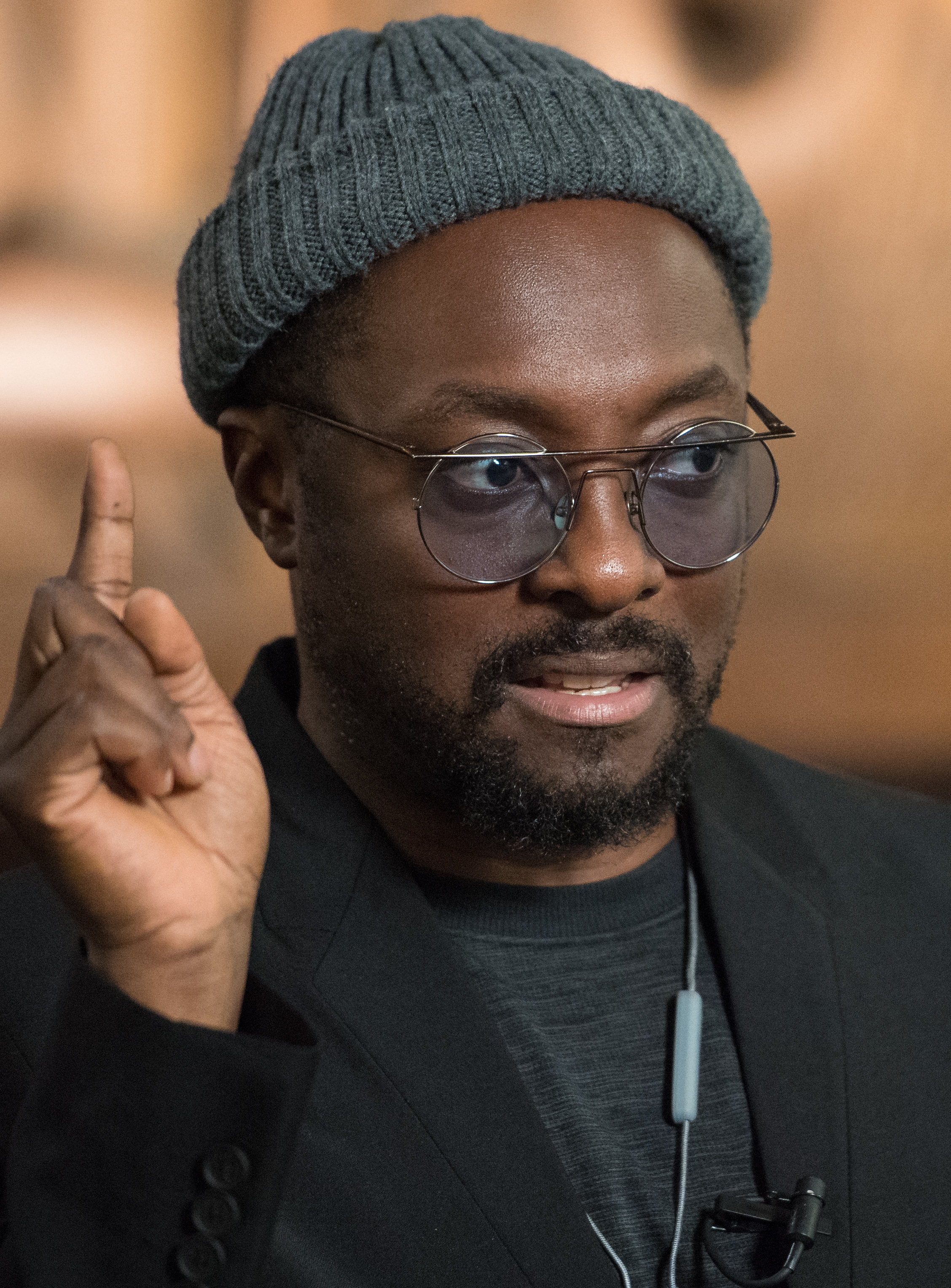
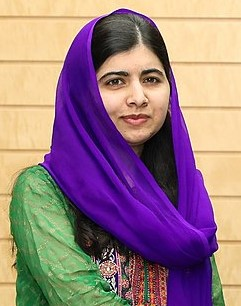
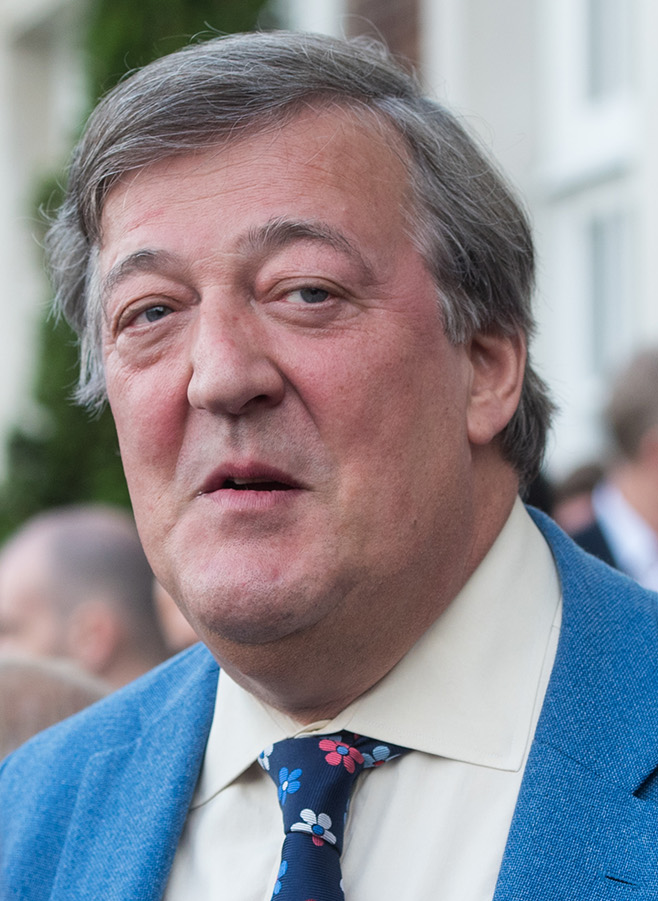